# Dietrich von Termonde
Dietrich von Termonde (auch Terremonde oder Tenremonde; † 1206 bei Rousion) war durch Ehe Herr von Adelon im Königreich Jerusalem, sowie Konstabler des Lateinischen Kaiserreichs von Konstantinopel.
Er war ein jüngerer Sohn von Walter II. von Termonde, Herr von Termonde (flämisch: Dendermonde) in Flandern.
Er gehörte vermutlich, wie Dietrich von Orgue und Aimerich von Lairon, zu den Kreuzrittern, die nach Ende des Dritten Kreuzzugs im Heiligen Land blieben. Ab 1193 lässt er sich im Königreich Jerusalem im Umfeld der Könige Heinrich I. und Amalrich II. urkundlich nachweisen. Spätestens 1198 war er mit Agnes von Adelon, der Schwester und Erbin von Adam von Adelon verheiratet. Aus ihrem Recht regierte er nach Adams Tod die Herrschaft Adelon.
1204 verließ er das Heilige Land und begab sich zusammen mit Hugo von Tiberias und dessen Bruder Rudolf mit einem Truppenkontingent nach Konstantinopel, wo sein Landsmann Balduin von Flandern gerade im Rahmen des Vierten Kreuzzugs ein Lateinisches Kaiserreich errichtet hatte. Balduin ernannte dort Dietrich zu seinem Konstabler. Das junge Kaiserreich war damals in Thrakien in heftige Kämpfe mit den bulgarischen Zaren Kalojan sowie Kumanen und Walachen verwickelt. Nach dem Bericht Gottfrieds von Villehardouin fiel Dietrich im Frühjahr 1206 in der Schlacht bei Rousion (auch Roussillon oder Rusium) in Thrakien im Kampf gegen kumanische Reiterei.
Dietrich hatte mit Agnes einen Sohn, Daniel, der ihm als Herr von Adelon nachfolgte, und eine Tochter, Margarethe.